# Predrag Mijatović
Predrag Mijatović (cyr. Предраг Мијатовић; ur. 19 stycznia 1969 w Titogradzie) – jugosłowiański piłkarz narodowości czarnogórskiej grający na pozycji napastnika.

## Życiorys
Z reprezentacją Jugosławii, w której barwach rozegrał 74 mecze, brał udział w Mistrzostwach Świata 1998 i Euro 2000. Był zawodnikiem m.in. Partizana, Valencii i Realu Madryt, z którym zdobył mistrzostwo Hiszpanii i wygrał Ligę Mistrzów; w jej finale strzelił bramkę decydującą o zwycięstwie „Królewskich”. Karierę piłkarską zakończył w 2003 roku w wieku 34 lat, w barwach hiszpańskiego Levante UD. 2 lipca 2006 roku, po zwycięstwie Ramóna Calderona w wyborach na prezesa Realu Madryt, Mijatović został dyrektorem sportowym klubu, odpowiadającym m.in. za transfery piłkarzy. Funkcję tę sprawował do 20 maja 2009 roku, kiedy to jego kontrakt z klubem został rozwiązany za porozumieniem stron.

## Sukcesy
- mistrzostwo Hiszpanii 1997 i Liga Mistrzów 1998 z Realem Madryt